# Zdravstveni dom za študente Univerze v Ljubljani
Študentski zdravstveni dom v Ljubljani je zdravstveni zavod, ki zagotavlja primarno zdravstveno oskrbo študentov Univerze v Ljubljani. Glavna enota se nahaja na Aškerčevi 4. Poleg tega zavod upravlja tudi dislocirano enoto, ki se nahaja v pritličju študentskega doma VIII na Svetčevi ulici 9.